# トルテリーニ
トルテッリーニ（Tortellini、単数形はTortellino）は、薄く伸ばした正方形の生地にラビオリのように詰物をして、それを三角形に折り、両端を合わせて指輪状にしたパスタである。

## 概要
詰め物の基本的な材料は、豚ロース肉（生でもよいが、伝統的なのはローズマリー、にんにくみじん切り、塩、胡椒でマリネして2日休ませてバターソテーしたもの）、生ハム、ボローニャのモルタデッラ、パルミジャーノ・レッジャーノ、卵、ナツメグ。また前述材料の肉類はすべて細かく刻むかミンチにする。トルテッリーニは、雄鶏と雄牛で作ったブイヨンスープの中に入れて食べるのが伝統的。
トルテッリーニは元々はイタリアのボローニャから広まったものとされている。
ボローニャでは1974年12月7日、商工会議所によりイタリア料理アカデミーにボローニャ料理として登録されている。ボローニャでは典型的な日曜日のメニューとして知られている。雄鶏と雄牛のスープで頂くトルテッリーニ（トルテッリーニ・イン・ブロート）のレシピもそこに合わせて明記されている。このトルテッリーニ・イン・ブロードはクリスマスの定番メニューにもなっている。

## 神話
言い伝えによれば、ローマ神話の愛の女神ビーナスはトルテッリーニが大好物だったという。ビーナスはギリシア神話で言うアフロディーテに当たる。 ビーナスが、ある時ボローニャの食堂にやってきた。彼女がそこでジュピターと会う予定だったのか、その食堂の主人がおもてなしのために招いたのかは、定かではない。 いずれにせよ料理長は、言い伝えによれば鍵穴からこっそりとビーナスがトルテッリーニを食べてお腹がいっぱいになっていくさまを覗き見して、その美しさに感嘆したという。